# Cannibalisme
Ne doit pas être confondu avec Anthropophagie.

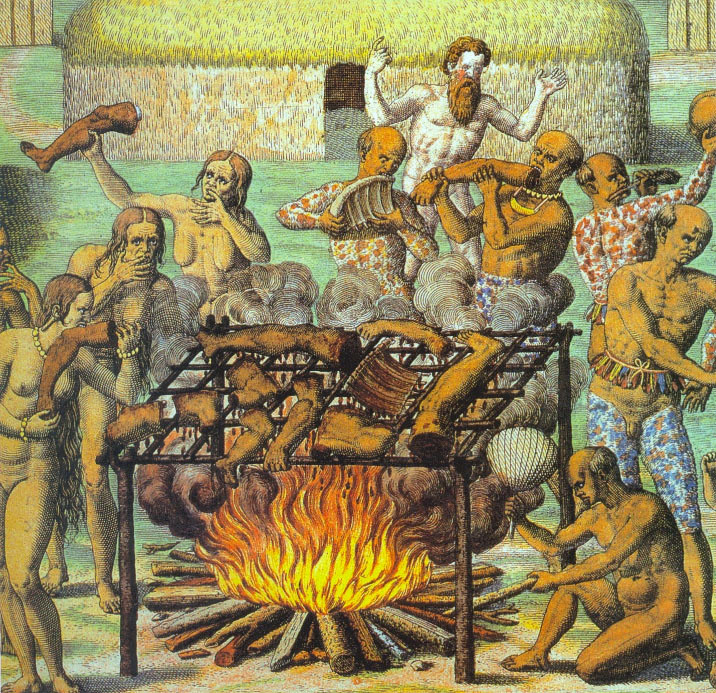
Cannibalisme au Brésil en 1557 décrit par Hans Staden.

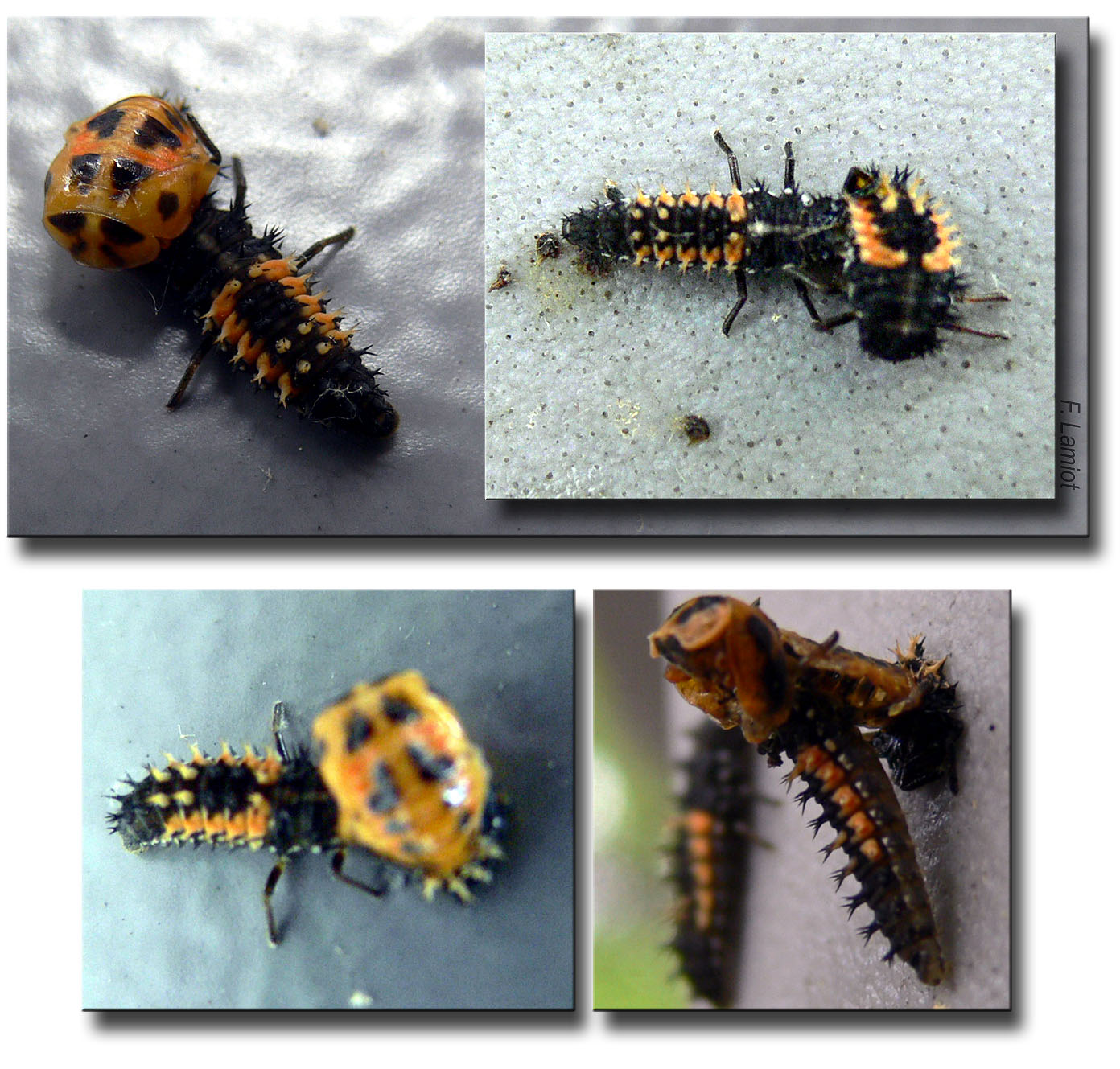
Exemple de comportement de cannibalisme occasionnellement observé chez certaines larves de coccinelle Harmonia axyridis manquant de nourriture ou présentes en densité inhabituelle.

Le cannibalisme est une pratique qui consiste à consommer, complètement ou partiellement, un individu de sa propre espèce. L'expression s'applique à la fois aux animaux qui dévorent des membres de leur groupe, cannibalisme animal, et aux êtres humains qui consomment de la chair humaine, cannibalisme ou anthropophagie.

## Le mot

### Étymologie
Le substantif,, « cannibale » est un emprunt,,, par l'intermédiaire de l'italien cannibale et du latin, à l'espagnol caníbal qui provient du mot caniba ou cariba utilisé par les Taïnos que Christophe Colomb a rencontrés lors de son premier séjour sur Hispaniola. Il désignait alors, selon le journal de bord de Christophe Colomb, les redoutables populations de l'est de l'île qui combattaient les autres peuples indigènes et mangeaient leurs victimes. En débarquant à la Guadeloupe en novembre 1493, Christophe Colomb et son équipage ont découvert des ossements humains qu'ils ont alors attribués aux mêmes peuples Cariba, Caniba, devenus Caribales ou Canibales. Les Caniba de Christophe Colomb sont, dans son imaginaire, des sujets du grand Khan. « La confusion de ce nom générique et la racine canis (chien) ont assimilé les mangeurs d'hommes aux mythiques cynocéphales qui peuplaient l'imagerie médiévale ». Le mot caraïbe est alors employé pour désigner les autochtones des Petites Antilles mais aussi les anthropophages du Nouveau Monde, avant de se répandre en Europe et de prendre la forme « cannibale » dans le sens de « sauvage » mangeur d'homme, l'horreur se cristallisant sur ce terme alors que celui d'anthropophagie était déjà utilisé. En 1572, Montaigne y consacre une partie du premier livre (I, 31) de ses Essais, et Shakespeare s'en inspire en 1611 pour créer le personnage maléfique de Caliban dans sa comédie La Tempête.

### Sens premier
Le cannibalisme, lorsqu'il concerne la consommation de viande humaine par des humains, est également appelé « anthropophagie », du grec anthropos (homme) et phagein (manger). Les deux termes peuvent s'utiliser indifféremment, mais les spécialistes[Qui ?] distinguent parfois les deux expressions selon l'origine de la pratique (cannibalisme étant réservé aux peuples « sauvages »), selon ses modalités (le cannibalisme comporterait plus souvent un aspect rituel), ou encore selon la finalité de cette pratique (on emploierait de préférence le terme, plus neutre, d'anthropophagie s'il est question d'une pratique de survie, alors que le cannibalisme revêt une dimension symbolique : il s'agit de s'approprier les qualités de la victime, ou encore d'effrayer les ennemis.)
On distingue l’endocannibalisme, qui consiste à manger les membres de son groupe humain, et l’exocannibalisme, qui consiste à manger des membres d'un autre groupe humain.
Le sens de cannibalisme a été élargi. Alors que le terme anthropophagie désigne le fait pour un être humain de manger d'autres êtres humains, le terme cannibalisme désigne également le fait pour un animal de consommer d'autres membres de son espèce.

### Sens dérivés
Le verbe « cannibaliser » est parfois utilisé dans des sens connexes :
- en marketing : la « cannibalisation des ventes » désigne le fait qu'un nouveau produit se développe au détriment d'un ou de plusieurs produits (de la même marque ou de la concurrence), déjà bien implantés sur le marché ;
- en mécanique ou en électronique, en particulier dans l'armée, le cannibalisme consiste à prélever des pièces d'un ou plusieurs appareils (en général hors d'usage) afin de constituer ou réparer un appareil en état de fonctionnement ;
- dans le langage familier « cannibaliser » peut signifier s'approprier le travail, les ressources ou les idées d'autrui.

## Histoire
Les premières traces de cannibalisme remontent à la préhistoire.
De nos jours, le premier animal dont les traces archéologiques laissent supposer qu'il pratiquait occasionnellement le cannibalisme serait le dinosaure carnivore Majungasaurus, qui vivait il y a environ -70 millions d'années, sur le site de Mahajanga, à Madagascar. Chez l'humain, le site le plus ancien actuellement connu est Atapuerca, en Espagne, vieux de 800 000 ans. On a trouvé en 1994, 11 ossements humains (enfants, femmes, hommes) avec des marques de décapitation, des stries de boucherie et des fractures anthropiques (notamment sur des os à moelle) opérées par des outils en pierre, le tout mêlé à des restes d'animaux (bisons, cerfs, moutons sauvages).
La Bible considère le cannibalisme comme une malédiction (Lévitique 26 verset 29, 2 Rois 6 verset 28). Paul VI a implicitement rappelé que cette règle est toujours en vigueur pour les catholiques lorsqu'il a absous, à raison de conditions exceptionnelles, l'anthropophagie de survie pratiquée par les rescapés du Vol 571 Fuerza Aérea Uruguaya,.
Dans l'Antiquité, l'accusation de cannibalisme était déjà monnaie courante. Dans son Histoire romaine, Tite-Live la met dans la bouche du consul Varron lorsque celui-ci s'en prend aux envahisseurs carthaginois (livre XXIII, cap. V, 12-13). Un siècle plus tard, Tacite raconte à dessein un épisode d'anthropophagie de survie au cours duquel des Germains enrôlés de force dans l'armée romaine de son beau-père Agricola se seraient mutinés et auraient fini par s'entre-dévorer. Il s'agit là encore de jeter le discrédit absolu sur une troupe séditieuse.
Les premières traces de cannibalisme au Ier siècle remontent à Marie de Bathéchor qui, privée de ses biens et de nourriture par les Romains et les brigands, tue son fils et mange sa chair pour survivre.
Au XIXe siècle, le Ratu Udre Udre, un chef cannibale d'un peuple fidjien vivant dans le nord de l'île de Viti Levu, s'est fait connaître par sa cruauté. Selon les chiffres, le bilan de ses victimes s'élèverait de 872 à 999 personnes, même si des chiffres inférieurs ont été avancés.
Les premiers vrais travaux scientifiques sur le cannibalisme sont menés dans les années 1970 et 1980 par des chercheurs comme Laurel R. Fox et Gary Allan Polis qui montrent que cette pratique est répandue dans la nature et qu'elle est liée à des phénomènes complètement naturels (par exemple certains chimpanzés, le sanglier, le lion et l'ours, sont souvent placentophages et teknophages, la dévoration étant précédée d'un infanticide), s'expliquant notamment par la sélection sexuelle et des conditions environnementales difficiles (manque de nourriture, compétition).

## Ethnologie
Le cannibalisme est étudié, chez les ethnologues et anthropologues, tantôt dans le cadre d'une culture précise, d'une société spécifique (Hélène Clastres pour les Tupinamba, Marcel Detienne pour la Grèce), tantôt comme phénomène universel (E. Sagan, H. Harris).
Le cas le plus célèbre est sans doute celui des Tupinamba du Brésil, étudiés au XVIe siècle.

## Représentations artistiques

### Au théâtre
- Thyeste, de Sénèque (Ier siècle ap. J.-C.)
- Les Cannibales, de Jacques Aeschlimann (1962)
- Fous et Spécialistes, de Wole Soyinka (1970)
- Anéantis, de Sarah Kane (1995)

### Au cinéma
- Massacre à la tronçonneuse, de Tobe Hooper, sorti en 1974 et ses suites.
- Cannibal Holocaust de Ruggero Deodato, épouvante-horreur, sorti en 1980.
- Cannibal Ferox, d'Umberto Lenzei, épouvante-horreur, sortie en 1981.
- Le Silence des agneaux de Jonathan Demme, 1991, thriller policier.
- Les Survivants réalisé par Frank Marshall, sorti en 1993.
- Vorace d'Antonia Bird (1999), thriller épouvante-horreur. Le scénario du film s'inspire fortement de l'expédition Donner et de l'histoire du cannibale Alfred Packer.
- Hannibal, de Ridley Scott, sorti en 2001.
- Dragon rouge , de Brett Ratner, sorti en 2002.
- Sin City, de Frank Miller et Robert Rodriguez (avec la participation de Quentin Tarantino), film américain sorti en 2005.
- Pirates des Caraïbes : Le Secret du coffre maudit, de Gore Verbinski sorti en 2006.
- Hannibal Lecter : Les Origines du mal, de Peter Webber, sorti en 2007.
- J'ai rencontré le Diable , de Kim Jee-woon, sorti en 2010.
- Maxime Lachaud, Reflets dans un œil mort : Mondo movies et films de cannibales, Bazaar & co, 2010.
- The Green Inferno, de Eli Roth, épouvante-horreur, sorti en 2013.
- The Lost City of Z, de James Gray, sorti en 2016.
- Grave, de Julia Ducournau, sorti en 2016.
- Barbaque réalisé par Fabrice Éboué, sorti en 2021.
- Bones and All, réalisé par Luca Guadagnino, sorti en 2022.
- Le Cercle des neiges , de Juan Antonio Bayona, sorti en 2023.